# Casa de Gobierno (Montserrat)
La Casa de Gobierno (en inglés: Government House) es la residencia oficial del Gobernador de Montserrat, situada en Woodlands en la isla del mismo nombre, un territorio británico de ultramar en las Antillas Menores.
La casa original del Gobierno, que se encuentra en Plymouth, fue abandonada debido a la actividad del volcán Soufrière Hills. La Casa de Gobierno actual es una construcción moderna situada en unos amplios jardines.
Además de ser la residencia del Gobernador de Montserrat, la Casa de Gobierno se utiliza para las funciones nacionales y ceremoniales , así como las recepciones y reuniones con dignatarios y jefes de Estado extranjeros. También es la residencia oficial del jefe de Estado de Montserrat (actualmente la reina Isabel II) durante su estancia en Montserrat.